# 钦州市第二中学
广西钦州市第二中学，简称钦州市第二中学、钦州二中，是广西壮族自治区第三批示范性普通高中、全国文明校园、全国模范职工之家、全国体育运动先进学校、全国依法治校示范学校，是北京大学、清华大学、中国科技大学等国家重点高校的生源基地。钦州市第二中学前身为钦州县第二中学，始建于1974年8月，校址位于钦州傍钦。1997年，随着钦州撤地建市，学校改称为钦州市第二中学。学校设有两个校区，初中部（新兴校区）位于钦州市钦南区新兴街25号，高中部（扬帆校区）位于钦州市钦北区扬帆北大道33号。

## 学校历史与里程碑
- 1974年8月，钦州二中在钦州傍钦（今钦州市英华国际技术学院校区内）创建，初设高中部。
- 1981年，迁入城区新兴街25号，以高完中建制办学。
- 1984年，李江枫、杨清分别成为钦州市第二中学考上清华大学、北京大学的第一人。
- 2000年，停止初中招生，逐步以独立高中建制办学。
- 2001年，学校共1033人参加高考，上重点线人数首次突破100人，达到117人。
- 2002年，学校共1087人参加高考，上重点大学人数首次突破100人，达到153人。
- 2003年，学校共1345人参加高考，上大学线人数首次突破1,000人，达到1,097人。
- 2004年8月，迁至扬帆北大道新校区。
- 2005年，庞志国俊(庞俊修)成为钦州市第二中学，乃至于全钦州地区有史以来考上中央美术学院的第一人。
- 2016年，钦州市第二中学正式恢复初中办学，初中部选址于钦州市钦南区新兴街25号。

## 參看
- 钦州市第二中学简介
- 第五届全国文明城市、文明村镇、文明单位和第一届全国文明校园名单 （页面存档备份，存于）

1. ↑  钦州市教育局. . 钦州市第二中学简介 - 我要查 - 钦州市人民政府.
2. ↑  . 广西壮族自治区教育厅. 2024-09-04 （中文）.
3. ↑  . www.gxqzez.com.   [2025-07-22]. （原始内容存档于2013-08-03）.